# Саидов, Бауди Магомедович
Ба́уди Магоме́дович Саи́дов (1933, Шали, Чеченская автономная область, РСФСР, СССР — 29 июля 2011, Шали, Чечня) — бригадир тракторно-полеводческой бригады совхоза «Джалка» (Шалинский район, Чечено-Ингушская АССР), Герой Социалистического Труда.

## Биография
Родился в селе Шали Чеченской автономной области. Его семья была депортирована в Киргизию.
В 1957 году возвращается на родину и начинает работать комбайнером-трактористом на машинно-тракторной станции.
С 1964 года — в совхозе «Джалка» Шалинского района: звеньевой, затем бригадир полеводческо-тракторной бригады. Его свекловодческая бригада, в которой работала также Герой Социалистического Труда Тамара Муслиева, считалась гордостью республиканского сельского хозяйства.
Избирался депутатом Верховного Совета Чечено-Ингушской АССР, был делегатом XXV съезда КПСС.

## Награды и звания
- Герой Социалистического Труда (1973).
- орден Ленина (1970)
- орден Трудового Красного Знамени (1968).
- Государственная премия СССР (1981)[1]